# Iglesia de San Román (Arriano)
La iglesia de San Román es un edificio situado en la localidad española de Arriano, en la provincia de Álava.

## Descripción
El edificio se encuentra en la localidad española de Arriano, del municipio de Cuartango, perteneciente a la provincia de Álava, en la comunidad autónoma del País Vasco. Se menciona como iglesia parroquial del lugar en el tercer volumen del Diccionario geográfico-estadístico-histórico de España y sus posesiones de Ultramar de Pascual Madoz, donde aparece descrita con las siguientes palabras: «1 igl. parr. (San Roman), servida por 1 beneficiado». En el tomo de la Geografía general del País Vasco-Navarro dedicado a Álava y escrito por Vicente Vera y López, se dice lo siguiente: «con una iglesia dedicada á San Esteban».